# Фортеця Оскарборг

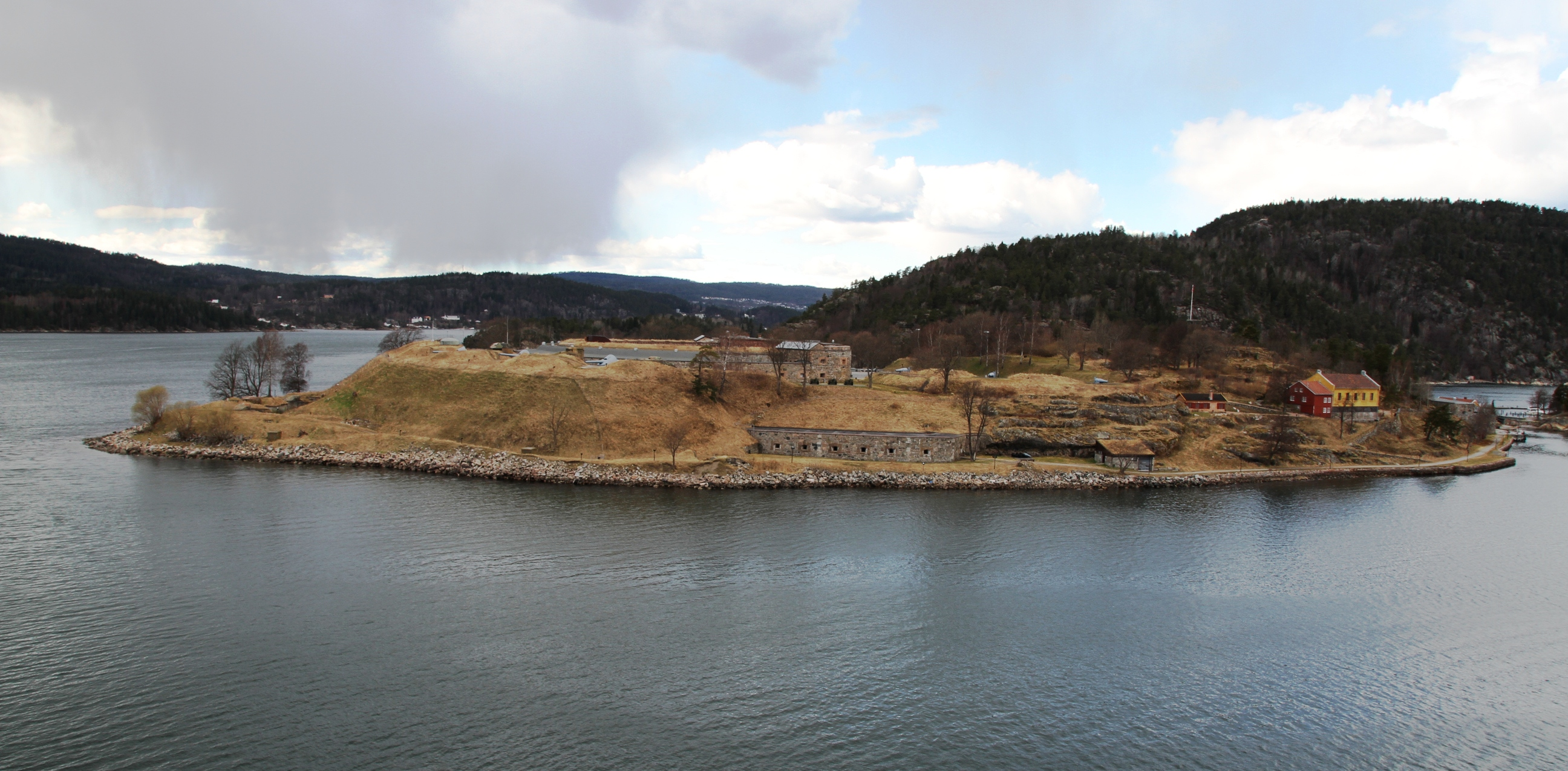
Головний форт фортеці Оскарборг

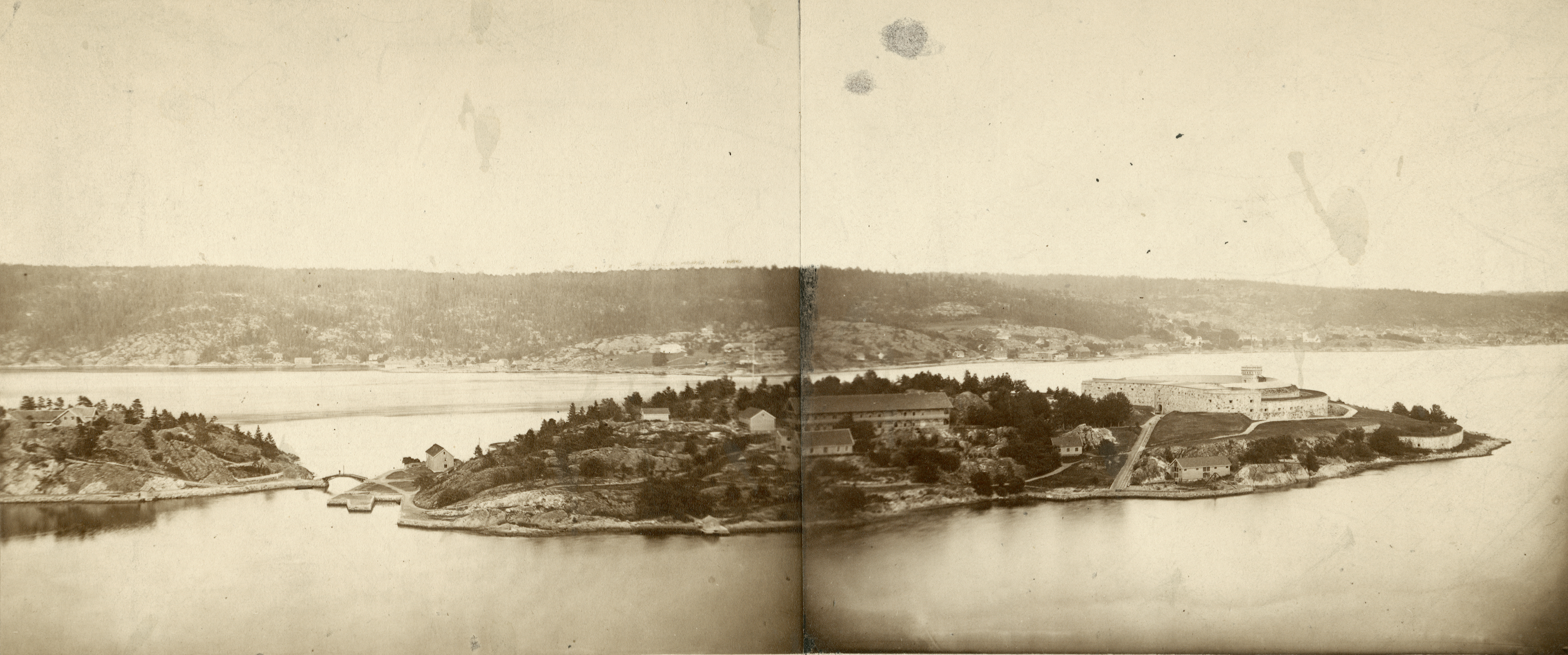
Фортеця наприкінці ХІХ ст.

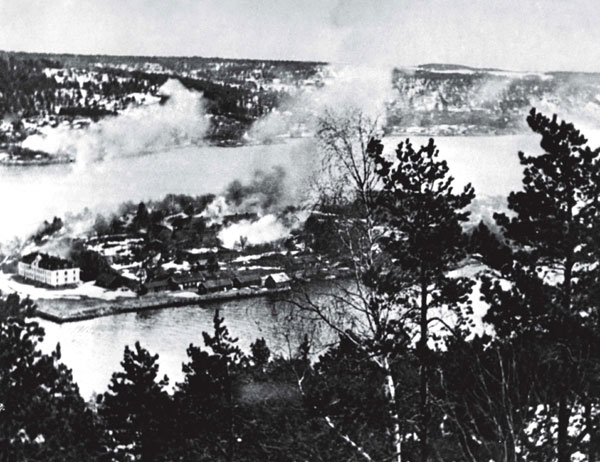
Фортеця після обстрілу з кораблів. 9 квітня 1940

59°40′25″ пн. ш. 10°36′24″ сх. д. / 59.673611111111° пн. ш. 10.606666666667° сх. д.
Фортеця Оскарборг (норв. Oscarsborg festning) — комплексна фортифікаційна споруда, була збудована у Осло-фіорді для прикриття від відкритого моря доступу норвезької столиці Осло. Названа 23 серпня 1855 на честь шведсько-норвезького короля Оскара I, який її відвідав.

## Історія

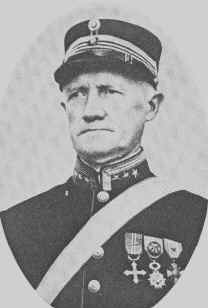
Христіян Еріксен

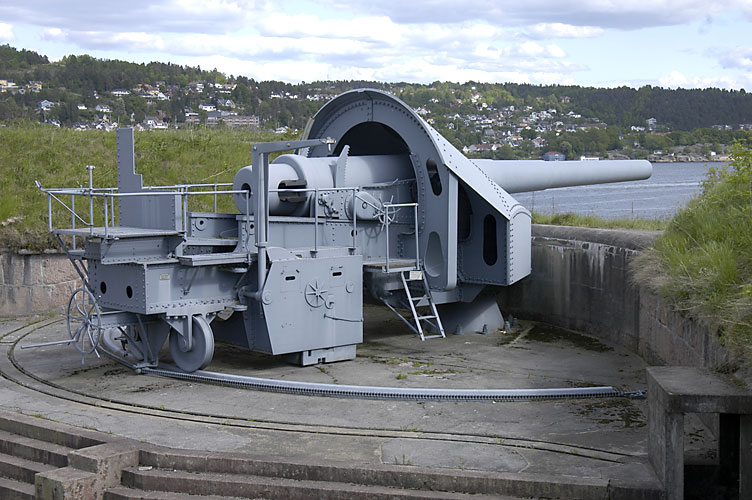
280-мм гармата

Будівництво розпочав 1836 верховний головнокомандувач, генерал Фердинанд граф Ведель-Ярлсберг. До 1856 на островах Північному і Південному Каголмен збудували фортифікації у найвужчому місці протоки. Тут 1644 перші укріплення збудував король Данії і Норвегії Кристіан IV Данський в період Ганнібалової війни. Їх розібрали і відновили 1814 в час війни з Швецією. Наприкінці ХІХ ст. фортеця була застарілою. Через напруження у відносинах з Швецією її вирішили модернізувати. Біля підводного бар'єру, що спрямовував кораблі під гармати фортеці, у 1890-х встановили підводну батарею торпедних апаратів. На бастіонах встановили три 280-мм L/40 гармати компанії Krupp, що отримали біблійні імена Арон, Джошуа, Моїсей і одна 305 мм L/22 Krupp. Їх доповнювали батареї 150-мм гармат.
Фортеця вперше була застосована у Другій світовій війні. Зранку 9 квітня 1940 року в ході операції «Везерюбунг» до Осло прямувала Група 5 у складі крейсерів «Blücher», «Lützow», «Emden», 3 торпедних човни, 7 катерів і 2000 десанту. Комендант фортеці, полковник Біргер Еріксен самостійно вирішив оборонятись. Фортеця Оскарборг відкрила вогонь по флагманському крейсеру «Blücher», що йшов першим. Два 280-мм набої влучили в крейсер. Потім відкрили вогонь батареї 150-мм гармат Husvik, Kopås (15 попадань). Крейсер отримав два попадання ще австро-угорських торпед Whitehead-Werft, від яких через малу ширину фіорду неможливо було ухилитись. Після двох годин палаючий «Blücher» перевернувся на бік і затонув о 7:23 з 320 моряками на 90 м глибині, де лежить донині. Німці зайняли Осло 10 квітня, що дозволило королю Гокону VII з родиною і державним скарбом, членам парламенту евакуюватись до Англії.
У фортеці розміщувалась офіцерська школа (1888—2002). Сьогодні у її приміщеннях діють музей, ресторан, готель. До остова цілоденно ходить пором.

## Джерела

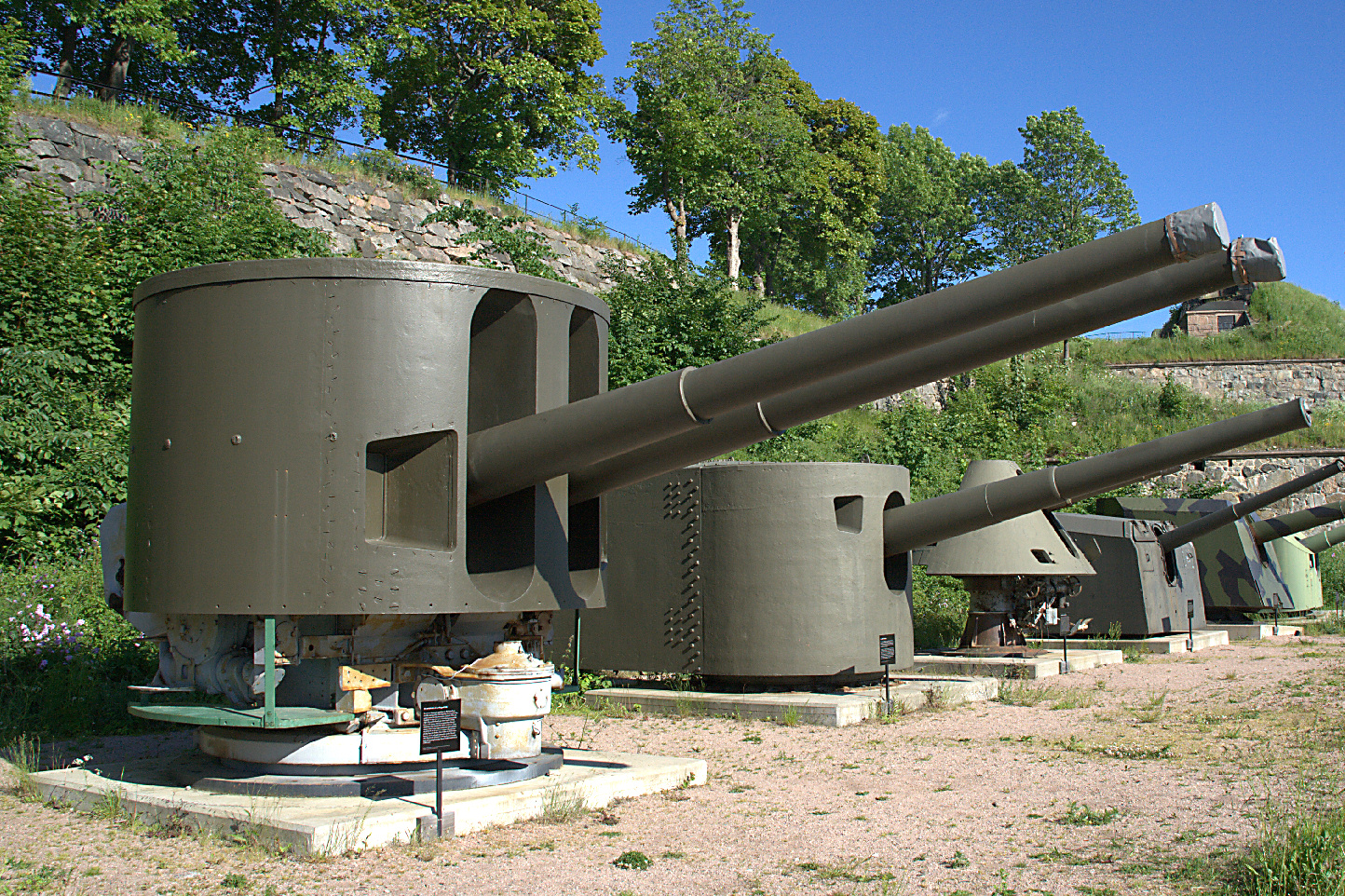
150-мм гармата

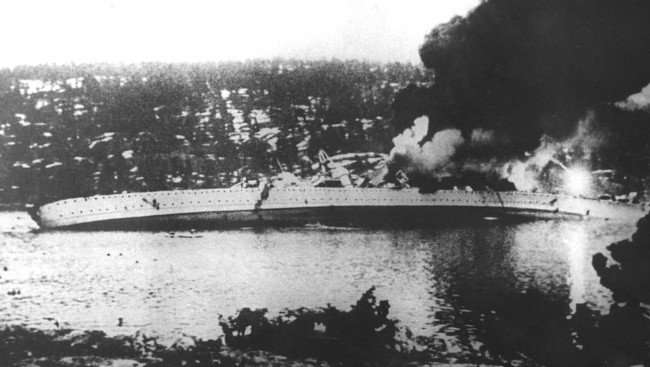
«Blucher». 9 квітня 1940